# SebastiAn
SebastiAn, pseudonimo di Sebastian Akchoté (Boulogne-Billancourt, 3 febbraio 1981), è un musicista francese electro house che ha iniziato la sua carriera con Ed Banger Records nel 2005, con i brani 'HAL' e 'Smoking Kills (?)'.
È anche conosciuto per i suoi remix per artisti come Annie, Daft Punk, Klaxons, The Rapture, Cut Copy, Revl9n e Label-Mate Uffie. Sebastian è di origini serbo-francesi e ha iniziato la sua produzione all'età di 15 anni, con due membri della band rap Cercle Vicieux. È cresciuto a Parigi e a Belgrado da una madre single.